# تومي أرمسترونغ (لاعب بولينغ)
تومي أرمسترونغ (بالإنجليزية: Tommy Armstrong) هو لاعب بولينغ بريطاني، ولد في 1939 في Penrith, Cumbria ‏ في المملكة المتحدة.